# Laura Freigang
Laura Freigang, född den 1 februari 1998 i Kiel, är en tysk fotbollsspelare.

## Karriär
Laura Freigang inledde sin seniorkarriär i TSV Schott Mainz år 2014. 2018 kontrakterades hon av Eintracht Frankfurt. Hon har även representerat det tyska damlandslaget där hon debuterade år 2020. Hon ingick i det tyska lag som vid olympiska sommarspelen 2024 i Paris tog brons efter att ha vunnit bronsmatchen mot Spanien.